# Kamikaze (lớp tàu khu trục 1922)
Lớp tàu khu trục Kamikaze (tiếng Nhật: 神風型駆逐艦, Kamikazegata kuchikukan) là một lớp bao gồm chín tàu khu trục hạng nhất của Hải quân Đế quốc Nhật Bản được chế tạo không lâu sau khi Chiến tranh Thế giới thứ nhất kết thúc. Một số tác giả đã xem các lớp tàu khu trục Nokaze, Kamikaze và Mutsuki là sự nối dài của lớp Minekaze; và lớp Kamikaze đôi khi còn được gọi là "lớp Kiyokaze" để phân biệt với lớp tàu khu trục cùng tên trước đó trong giai đoạn trước Thế Chiến I. Đã lạc hậu vào lúc bắt đầu Chiến tranh Thái Bình Dương, những chiếc trong lớp Kamikaze hầu như chỉ được giao những nhiệm vụ thứ yếu, và cuối cùng hầu hết bị mất bởi những hoạt động của tàu ngầm Mỹ.

## Bối cảnh
Lớp Kamikaze là sự nối dài và cải tiến dựa trên chương trình chế tạo lớp Minekaze đang được tiến hành như một phần của Chương trình Hạm đội 8-8. Chúng được đặt hàng trong những năm tài chính 1921-1922. Giống như lớp Wakatake, ban đầu chúng chỉ được đánh số, nhưng sau đó được đặt cho những tên riêng biệt sau năm 1928.
Việc chế tạo hai chiếc cuối cùng theo kế hoạch của lớp Kamikaze bị hủy bỏ nhằm tuân thủ những điều khoản hạn chế trong Hiệp ước Hải quân Washington. Những chiếc Oite, Hayate, Asanagi và Yūnagi được xếp loại "lớp Kamikaze kiểu sản xuất đời sau" hoặc đôi khi gọi là lớp Oite, do hệ thống động lực và vũ khí trang bị có sự khác biệt.

## Thiết kế
Những chếc trong lớp Kamikaze có dáng vẽ bên ngoài tương tự như lớp Minekaze trước đó, ngoại trừ những thay đổi nhỏ trong chi tiết của cầu tàu và dàn pháo chính 4.7"/50 cal. được cải tiến với kiểu hải pháo 120 mm/45 caliber Kiểu 3 được thiết kế như là pháo đa dụng (chống hạm và phòng không).
Kamikaze là lớp tàu khu trục đầu tiên của Hải quân Nhật được chế tạo với một cầu tàu được gia cố bằng những tấm thép, làm cho con tàu có một trọng tâm cao hơn. Đánh đổi lại, chúng có trọng lượng rẽ nước lớn hơn và mạn tàu rộng hơn để có độ ổn định tốt. Cho dù có tốc độ tối đa chậm hơn đôi chút (69 km/h - 37,25 knot) chúng được xem là thỏa đáng so với lớp Minekaze.

## Lịch sử hoạt động
Những chiếc trong lớp Kamikaze đều đã tham gia hoạt động tại Mặt trận Thái Bình Dương trong Chiến tranh Thế giới thứ hai, khi Hayate trở nên nổi bật khi là tàu khu trục đầu tiên bị mất trong cuộc xung đột này; nó bị đánh chìm trong trận chiến đảo Wake vào tháng 12 năm 1941. Cho đến năm 1944, có đến bốn chiếc thuộc lớp Kamikaze đã bị đánh chìm bởi tàu ngầm Mỹ và một chiếc thứ năm bị mất trong một cuộc không kích tại Truk. Đến năm 1945, chiếc thứ sáu bị mất do hoạt động của tàu ngầm, chỉ còn lại Kamikaze và Harukaze sống sót khi chiến tranh kết thúc. Nhưng Harukaze ở trong tình trạng kém đến mức nó bị tháo dỡ không lâu sau khi nó đầu hàng tại Sasebo; còn Kamikaze tiếp tục hoạt động như một tàu vận chuyển binh lính Nhật hồi hương sau khi nó đầu hàng tại Singapore, nhưng nó bị mắc cạn ngoài khơi mũi Omaezaki vào tháng 6 năm 1946 và bị xóa đăng bạ.

## Những chiếc trong lớp
| Tàu                                  | Đặt lườn             | Hạ thủy              | Hoạt động            | Số phận                                                                         |
| Kamikaze (神風) (Thần Phong) (DD-1)  | 15 tháng 12 năm 1921 | 25 tháng 9 năm 1922  | 19 tháng 12 năm 1922 | Mắc cạn ngoài khơi Omaezaki 7 tháng 6 năm 1946; xóa đăng bạ 26 tháng 6 năm 1946 |
| Asakaze (朝風) (Triêu Phong) (DD-3)  | 16 tháng 2 năm 1922  | 8 tháng 12 năm 1922  | 16 tháng 6 năm 1923  | Bị tàu ngầm Mỹ đánh chìm phía Tây Luzon 23 tháng 8 năm 1944                     |
| Harukaze (春風) (Xuân Phong) (DD-5)  | 16 tháng 5 năm 1922  | 18 tháng 12 năm 1922 | 31 tháng 5 năm 1923  | Bị tháo dỡ năm 1947                                                             |
| Matsukaze (松風) (Tùng Phong) (DD-7) | 2 tháng 12 năm 1922  | 30 tháng 10 năm 1923 | 5 tháng 4 năm 1924   | Bị tàu ngầm Mỹ đánh chìm phía Tây Bắc Chichijima 9 tháng 6 năm 1944             |
| Hatakaze (旗風) (Kỳ Phong) (DD-9)    | 3 tháng 7 năm 1923   | 15 tháng 3 năm 1924  | 30 tháng 8 năm 1924  | Bị không kích đánh chìm ngoài khơi Takao 15 tháng 1 năm 1945                    |
| Oite (追風) (Truy Phong) (DD-11)     | 16 tháng 3 năm 1923  | 27 tháng 11 năm 1924 | 30 tháng 10 năm 1925 | Bị không kích đánh chìm ngoài khơi Truk 18 tháng 2 năm 1944                     |
| Hayate (疾風) (Tật Phong) (DD-13)    | 11 tháng 11 năm 1922 | 24 tháng 3 năm 1925  | 21 tháng 11 năm 1925 | Bị đánh chìm trong trận chiến đảo Wake 11 tháng 12 năm 1941                     |
| Asanagi (朝凪) (Triêu Tĩnh) (DD-15)  | 5 tháng 3 năm 1923   | 21 tháng 4 năm 1924  | 29 tháng 12 năm 1925 | Bị tàu ngầm Mỹ đánh chìm phía Tây Ogasawara 22 tháng 5 năm 1944                 |
| Yūnagi (夕凪) (Tịch Tĩnh) (DD-17)    | 17 tháng 9 năm 1923  | 23 tháng 4 năm 1924  | 24 tháng 5 năm 1925  | Bị tàu ngầm Mỹ đánh chìm phía Tây Bắc Luzon 25 tháng 8 năm 1944                 |

### Lịch sử tên gọi
Hải quân Đế quốc Nhật Bản thoạt tiên có kế hoạch cho những chiếc trong lớp Kamikaze được mang tên, nhưng khi hoàn tất, chúng chỉ được đánh số do số lượng lớn tàu chiến mà Hải quân Nhật dự định chế tạo trong Chương trình Kế hoạch Hạm đội 8-8. Điều này tỏ ra rất không quen thuộc đối với thủy thủ đoàn, và là nguồn gốc của sự nhầm lẫn thường xuyên trong liên lạc. Đến tháng 8 năm 1928, chúng lại được đặt tên, nhưng không phải là những tên như kế hoạch ban đầu.
| Tên đặt theo kế hoạch               | Tên đặt khi hoàn tất                                   | Đổi tên 24 tháng 4 năm 1924                        | Đổi tên 1 tháng 8 năm 1928 |
| Kiyokaze (清風) hay Soyokaze (微風) | Tàu khu trục thứ 1 (第一駆逐艦, Dai-1 Kuchikukan)      | Tàu khu trục 1 (第一号駆逐艦, Dai-1-Gō Kuchikukan) | Kamikaze (神風)            |
| Karukaze (軽風)                     | Tàu khu trục thứ 3 (第三駆逐艦, Dai-3 Kuchikukan)      | Tàu khu trục 3 (第三号駆逐艦, Dai-3-Gō Kuchikukan) | Asakaze (朝風)             |
| Makaze (真風)                       | Tàu khu trục thứ 5 (第五駆逐艦, Dai-5 Kuchikukan)      | Tàu khu trục 5 (第五号駆逐艦, Dai-5-Gō Kuchikukan) | Harukaze (春風)            |
| Ōkaze (大風)                        |                                                        |                                                    |                            |
| Tsumujikaze (旋風)                  |                                                        |                                                    |                            |
|                                     | Tàu khu trục thứ 7 (第七駆逐艦, Dai-7 Kuchikukan)      | Tàu khu trục 7 (第七号駆逐艦, Dai-7-Gō Kuchikukan) | Matsukaze (松風)           |
|                                     | Tàu khu trục thứ 9 (第九駆逐艦, Dai-9 Kuchikukan)      | Tàu khu trục 9 (第九号駆逐艦, Dai-9-Gō Kuchikukan) | Hatakaze (旗風)            |
|                                     | Tàu khu trục 11 (第十一号駆逐艦, Dai-11-Gō Kuchikukan) |                                                    | Oite (追風)                |
|                                     | Tàu khu trục 13 (第十三号駆逐艦, Dai-13-Gō Kuchikukan) |                                                    | Hayate (疾風)              |
|                                     | Tàu khu trục 15 (第十五号駆逐艦, Dai-15-Gō Kuchikukan) |                                                    | Asanagi (朝凪)             |
|                                     | Tàu khu trục 17 (第十七号駆逐艦, Dai-17-Gō Kuchikukan) |                                                    | Yūnagi (夕凪)              |

### Sách
- Brown, David (1990). Warship Losses of World War Two. Naval Institute Press. ISBN 1-55750-914-X.
- Evans, David (1979). Kaigun: Strategy, Tactics, and Technology in the Imperial Japanese Navy, 1887-1941. US Naval Institute Press. ISBN 0-87021-192-7.
- Howarth, Stephen (1983). The Fighting Ships of the Rising Sun: The Drama of the Imperial Japanese Navy, 1895-1945. Atheneum. ISBN 0-689-11402-8.
- Jentsura, Hansgeorg (1976). Warships of the Imperial Japanese Navy, 1869-1945. US Naval Institute Press. ISBN 0-87021-893-X.
- Watts, Anthony J (1967). Japanese Warships of World War II. Doubleday. ASIN B000KEV3J8.
- Whitley, M J (2000). Destroyers of World War Two: An International Encyclopedia. London: Arms and Armour Press. ISBN 1-85409-521-8.